# 行動內容審查運用監視機構
行動內容審查運用監視機構（簡稱EMA）是日本鑒於現今兒童及青少年使用手機之情形日益普遍，為避免其透過手機上網接觸到不適當的內容，而於2008年4月成立的第三部門組織。該組織的宗旨是要促進行動內容之健全發展，並保護青少年免於接收有害身心之訊息。

## 成立時間表
⒈2007年12月26日  第一屆籌備委員會成立
⒉2008年3月
- 建立第三部門組織
- 建立有關健全或安全行動內容網站之標準
- 建立與使用者溝通之窗口

⒊2008年4月
- 評估：評估許可之網站是否符合標準
- 監督：定期監督允可之網站是否健全

## 業務活動
1. 以青少年為主要考量，進行行動網頁之審查、認定及監督之業務。
2. 以保護青少年及身心健全發展為目的，改善網頁過濾機制。
3. 進行資訊通信技術能力之教育及啟發活動。

## 組織架構
EMA設有以下單位：
1. 理事會：其設置「事務局」管理預算、業務等，及「啟發教育計畫部會」、「違法內容處理部會」。
2. 基準制定委員會：選任無利害關係，且具有學識人士擔任委員，並設有社群、分類基準及表現基準等3個檢討小組，進行內容基準之綜合檢討。
3. 審查運用之監督委員會：以選任方式組成，設審查運用監督室，依「基準制訂委員會」所制定之基準，進行網站審查並監督獲認可網站是否依規定營運。